# 244 Зіта
244 Зіта (244 Sita) — астероїд головного поясу, відкритий 14 жовтня 1884 року Йоганном Палізою у Відні.